# Autoportrait de Malevitch de 1933
Pour les articles homonymes, voir Autoportrait (homonymie).
L’Autoportrait de Malevitch de 1933 est une œuvre du peintre d'origine polono-ukrainienne Kasimir Malevitch, réalisée deux ans avant sa mort et exposée au musée Russe à Saint-Pétersbourg.

## Structure
Sa structure est basée sur l'archétype iconographique de l'Odigitria, c'est-à-dire la représentation de la Vierge Marie qui porte son fils sur ses genoux et qui montre ce fils en faisant un geste de la main droite. Elle indique ainsi la Voie à suivre. Le terme Odigitria provient du grec ancien (οδηγεώ) odigeô, signifiant « je guide ». Malevitch n'hésite pas à se représenter lui-même montrant la Voie à suivre. Mais ce chemin n'est pas figuré et il mène au monde sans objet de l'homme du Carré noir sur fond blanc. L'historien d'art, Jean-Claude Marcadé, ne voit pas là l'ironie futuriste dont Malevitch était friand, mais il rappelle que les peintres de l'avant-garde russe ont souvent utilisé la structure iconographique comme base pour leurs toiles (Chagall, Michel Larionov, Natalia Gontcharova). Le critique fait encore remarquer que les peintres français de l'époque ont intégré à leur cézannisme ce que l'art primitiviste polynésien ou africain leur a apporté. Tandis que les peintres de l'avant-garde russe ont souvent fait un chemin inverse en partant de l'iconographie de l'icône russe ou de l'art populaire slave comme structure de base de leurs tableaux.

## Description
La main qui indique la Voie est disposée de telle manière qu'elle forme une partie d'un carré, du fait de la position du pouce par rapport aux autres doigts. Malevitch est habillé de vêtements curieux pour son époque, comme un habit de la Renaissance. La structure de ceux-ci est géométrique avec les triangles du col, les raies verte de la veste. Les couleurs sont celles que l'on retrouve souvent chez le peintre : le rouge et le vert. L'allure générale du personnage tient à la fois du tragique, de la grandeur. Malevitch à la fin de sa vie a conscience de ce qu'il a apporté à l'art pictural mais il reste avec un sentiment vif d'incompréhension, de solitude. Le regard est fixe avec des yeux grands ouverts, la pose du torse est hiératique.

## Tendances
Pour ses nombreux portraits des années 1930, Malevitch utilisé l'appellation de « supranaturalisme ». Il tente de faire intervenir le suprématisme dans une structure de base naturaliste. Le régime soviétique de l'époque, sous Joseph Staline, voulait imposer une culture de plus en plus « réaliste » et Malevitch tente d'adapter son suprématisme à cette exigence. Cela donne comme résultat des œuvres tout à fait singulières, surtout quand on les compare à l'autoportrait du même artiste en 1911.

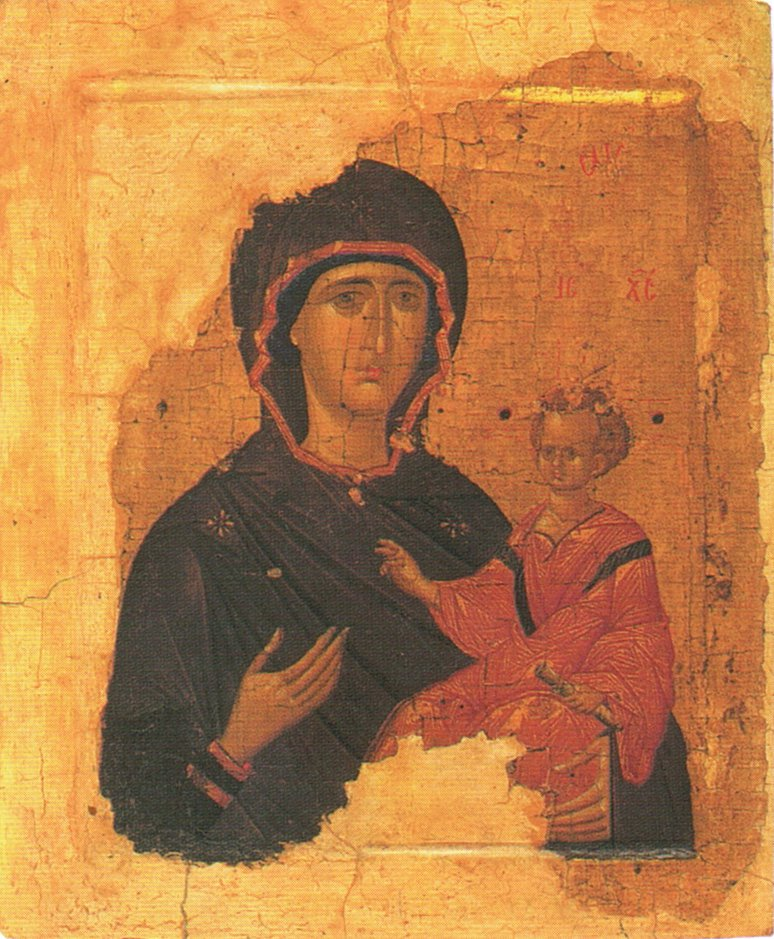
Vierge Odigitria, Empire byzantin (XVe siècle).
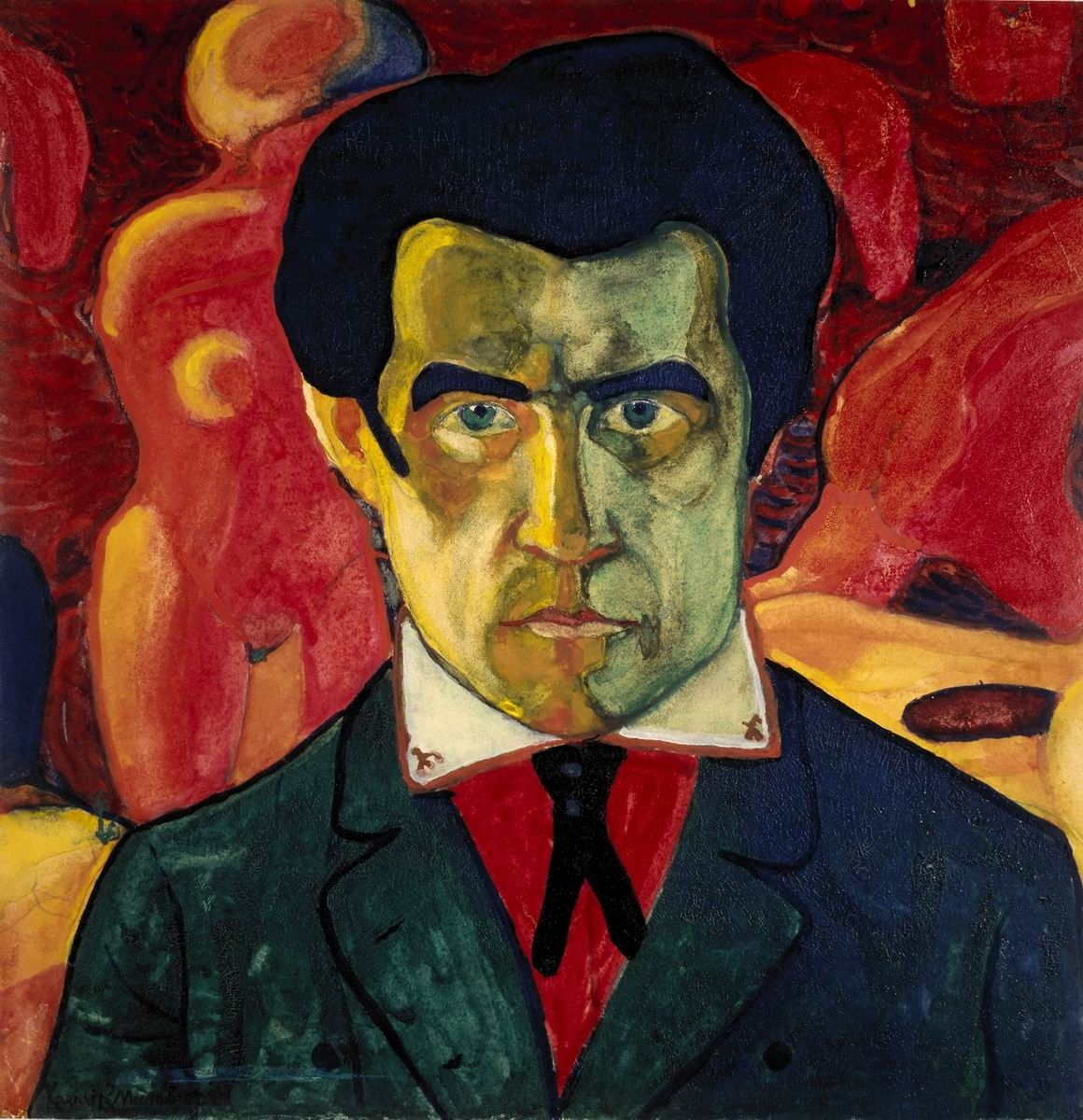
Autoportrait de Malevitch, galerie Tretiakov (vers 1910).